# Platyrhiza quadricolor
Platyrhiza es un género monotípico de orquídeas epifitas. Su única especie:  Platyrhiza quadricolor  Barb.Rodr. (1881), es originria del sur de Brasil.

## Descripción
Se encuentra en los estados de Río de Janeiro, São Paulo, Rio Grande do Sul y Santa Catarina  de Brasil en la selva costera del Atlántico, en alturas de 150 a 1000 metros como una orquídea de tamaño pequeño que prefiere el clima cálido y tiene un  crecimiento de hábitos epífitas. 

## Taxonomía
Platyrhiza quadricolor fue descrita por Barb.Rodr. y publicado en Genera et Species Orchidearum Novarum 2: 231. 1881.
Sinonimia
- Platyrhiza juergensii Schltr., Repert. Spec. Nov. Regni Veg. Beih. 35: 103 (1925).[2]